# Zemlja žaždet
Zemlja žaždet (Земля жаждет) è un film del 1930 diretto da Julij Jakovlevič Rajzman.